# Кесег
Кесег (мађ. Kőszeg,   хрв. Kiseg, прек. Küseg, словен. Kiseg) је град у Мађарској. Кесег је значајан град у оквиру жупаније Ваш.
Град има 12.021 становника према подацима из 2008. године.
Кесег је пре свега познат по изузетно добро очуваном градском језгру средњовековног карактера, захваљујући чему је град важно туристичко одредиште у Мађарској.

## Положај
Град Кесег се налази у крајње западном делу Мађарске, на граници са Аустријом. Од престонице Будимпеште град је удаљен 250 km западно.
Кесег се налази у западном делу Панонске низије, на првом побрђу Алпа, који се издижу у суседној Аустрији.

## Становништво
| 1949. | 1960. | 1970.  | 1980.  | 1990.  | 2001.  | 2017.  |
| ----- | ----- | ------ | ------ | ------ | ------ | ------ |
| 8.780 | 9.800 | 10.238 | 12.074 | 11.945 | 11.844 | 11.747 |

## Партнерски градови
- Фајхинген ан дер Енц
- Алтеа
- Бад Кецтинг
- Белађо
- Bundoran
- Гранвил
- Холстебро
- Houffalize
- Meerssen
- Niederanven
- Превеза
- Sesimbra
- Sherborne
- Karkkila
- Окселесунд
- Јуденбург
- Хојна
- Сигулда
- Сушице
- Тјури
- Звољен
- Пријенај
- Marsaskala
- Сирет
- Agros
- Шкофја Лока
- Трјавна
- Сењ
- Њитранске Хрнчјаровце
- Велетри
- Медлинг
- Офенбах на Мајни

## Галерија
- Велика католичка црква
- Капија хероја
- Зидине старог Кесега
- Зидине старог Кесега
- Градска већница
- Мала капија - улаз у стари град